# Jarjayes
Jarjayes ist eine Gemeinde in Frankreich. Sie gehört zur Region Provence-Alpes-Côte d’Azur, zum Département Hautes-Alpes, zum Arrondissement Gap und zum Kanton Tallard. 

## Geografie
Der Dorfkern befindet sich auf 1000 m in den Seealpen. Die Gemeinde grenzt im Norden an Rambaud, im Nordosten an Saint-Étienne-le-Laus, im Osten an Valserres, im Süden an Venterol, im Südwesten an Lettret und im Nordwesten an Gap.
Im Süden von Jarjayes fließt die Avance in die Durance.

## Bevölkerungsentwicklung
| Jahr      | 1962 | 1968 | 1975 | 1982 | 1990 | 1999 | 2008 | 2012 |
| --------- | ---- | ---- | ---- | ---- | ---- | ---- | ---- | ---- |
| Einwohner | 210  | 196  | 203  | 254  | 312  | 379  | 418  | 418  |

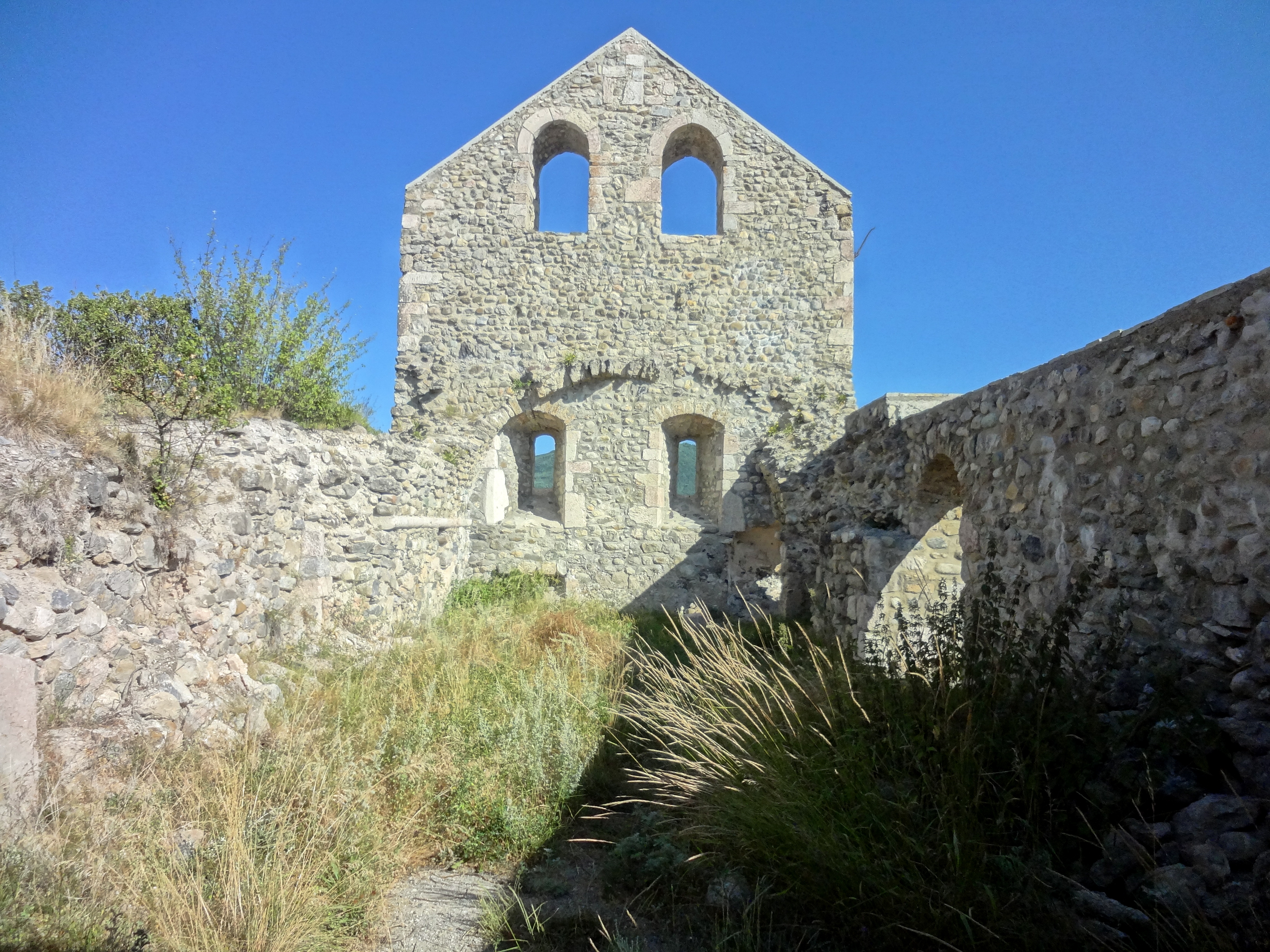
Überreste der vormaligen Kirche Saint-Thomas-Saint-Restitut
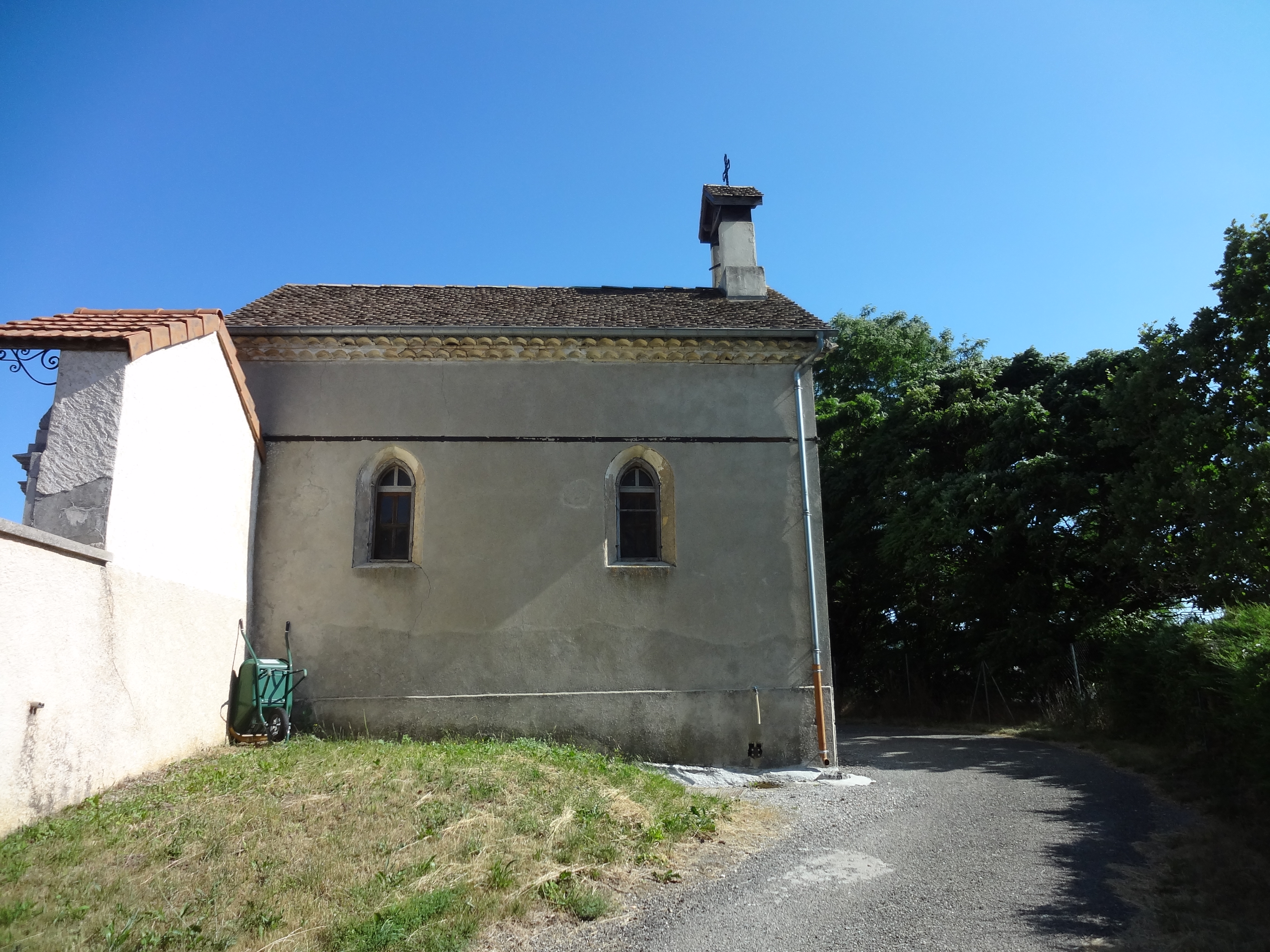
Kapelle Saint-Pierre
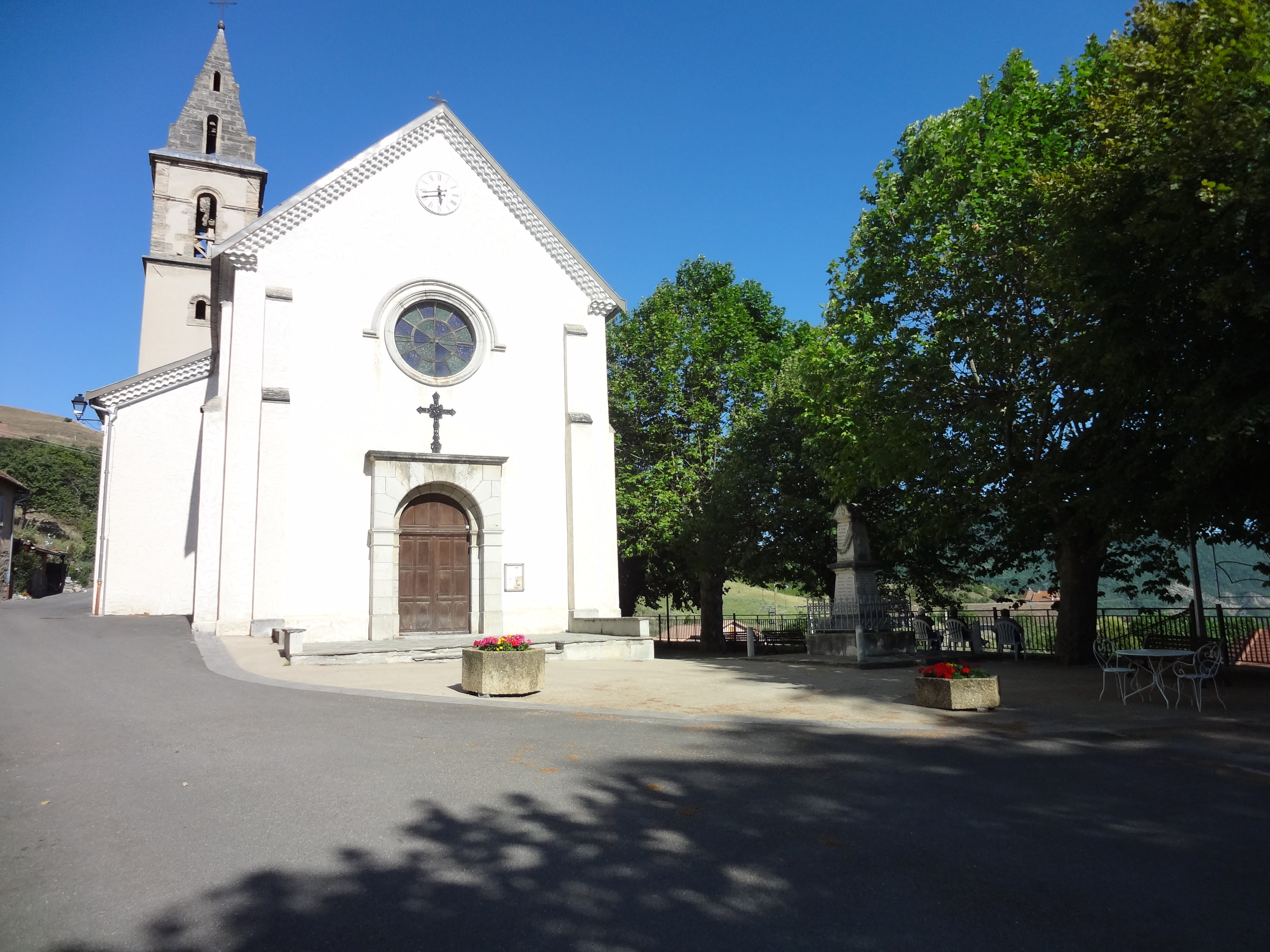
Heutige Kirche Saint-Thomas-Saint-Restitut